# طواف إسبانيا 1948
طواف إسبانيا 1948 هو سباق دراجات هوائية أقيم بتاريخ 13 يونيو – 4 يوليو، تكون السباق من 19 مرحلة وامتدّ لمسافة 4090 كم بسرعة 26.36 كم/س، استغرق السباق 155 ساعة 06 دقيقة 30 ثانية. فاز به الإسباني بيرناردو رويث وحلّ ثانيا إيميليو رودريغيث.

## الترتيب
| م                     | الدرّاج           | البلد   | الزمن                      |
| --------------------- | ---------------- | ------- | -------------------------- |
| الفائز بالترتيب العام | بيرناردو رويث    | إسبانيا | 155 ساعة 06 دقيقة 30 ثانية |
| الثاني                | إيميليو رودريغيث | إسبانيا |                            |
| التسلق                | بيرناردو رويث    | إسبانيا | -                          |